# Секіне Хірокі
Секіне Хірокі (яп. 関根 大輝, нар. 11 серпня 2002, Сідзуока) — японський футболіст, захисник клубу «Касіва Рейсол».
Виступав за олімпійську збірну Японії.

## Клубна кар'єра
Народився 11 серпня 2002 року в місті Сідзуока. Вихованець футбольної школи клубу «Касіва Рейсол». Дорослу футбольну кар'єру розпочав 2023 року в основній команді того ж клубу, кольори якої захищає й донині.

## Виступи за збірні
З 2023 року залучається до складу молодіжної збірної Японії. На молодіжному рівні зіграв у 15 офіційних матчах.
2024 року включений до лав олімпійської збірної Японії. У її складі — учасник футбольного турніру на Олімпійських іграх 2024 року в Парижі.